# Quelle mit Naturpark
Das Gebiet Quelle und Naturpark ist ein vom Landratsamt Saulgau am 25. September 1940 durch Verordnung ausgewiesenes Landschaftsschutzgebiet auf dem Gebiet der Stadt Riedlingen.

## Lage
Das ca. 4 Hektar große Landschaftsschutzgebiet Quelle und Naturpark liegt am südlichen Ortsrand der Ortschaft Grüningen. Das Gebiet gehört naturräumlich zu den Donau-Ablach-Platten.

## Landschaftscharakter
Das Gebiet befindet sich in einer feuchten Senke am Zollhauserbach. Es wird von verschiedenen Feuchtbiotopen, wie Schilf- und Landschilfröhrichten und einem sumpfwaldartigen Feldgehölz geprägt. Im Südosten steht eine als Naturdenkmal ausgewiesene Linde.